# Iglesia de San Lorenzo (Úbeda)
La iglesia de San Lorenzo es un templo desacralizado, sin culto religioso, situado en el casco histórico de Úbeda, ciudad declarada Patrimonio Mundial por la Unesco en el año 2003, junto con Baeza. La iglesia hunde sus raíces en el siglo XIII, y posee la singularidad de estar encabalgada sobre la muralla almohade de la ciudad, a modo de iglesia-fortaleza.
En sus muros de piedra aglutina distintos estilos artísticos, como el románico, gótico, renacentista y barroco. Aunque es el estilo renacentista el que impera en la actualidad, tras recibir el templo una importante remodelación en el siglo XVI.
La iglesia de San Lorenzo estuvo varios años incluida en la Lista Roja de Hispania Nostra, por el peligro inminente de ruina que la amenazaba. Hasta el año 2013, en el que se llega a un acuerdo entre el Obispado de Jaén, propietario del inmueble, y la Fundación Huerta de san Antonio, entidad privada sin ánimo de lucro. El acuerdo incluye el compromiso de realizar una intervención de urgencia y ceder el edificio a la Fundación por 50 años prorrogables. En este tiempo, la Fundación ha continuado con la rehabilitación del antiguo templo para convertirlo en un centro cultural.

## Historia

### Orígenes
La iglesia de San Lorenzo es una de las 11 primeras collaciones o parroquias en las que quedó dividida Úbeda en el siglo XIII, tras ser conquistada la ciudad en el año 1233 por Fernando III el Santo. Es a finales de esta centuria cuando comienza la construcción del templo, con una humilde factura románica, que se irá ampliando y enriqueciendo en épocas posteriores. En los siglos XIV y XV, San Lorenzo adquiere la fisonomía propia del gótico. Las capillas se adornan con arcos apuntados y la techumbre se cubre con un artesonado mudéjar, hoy desaparecido.

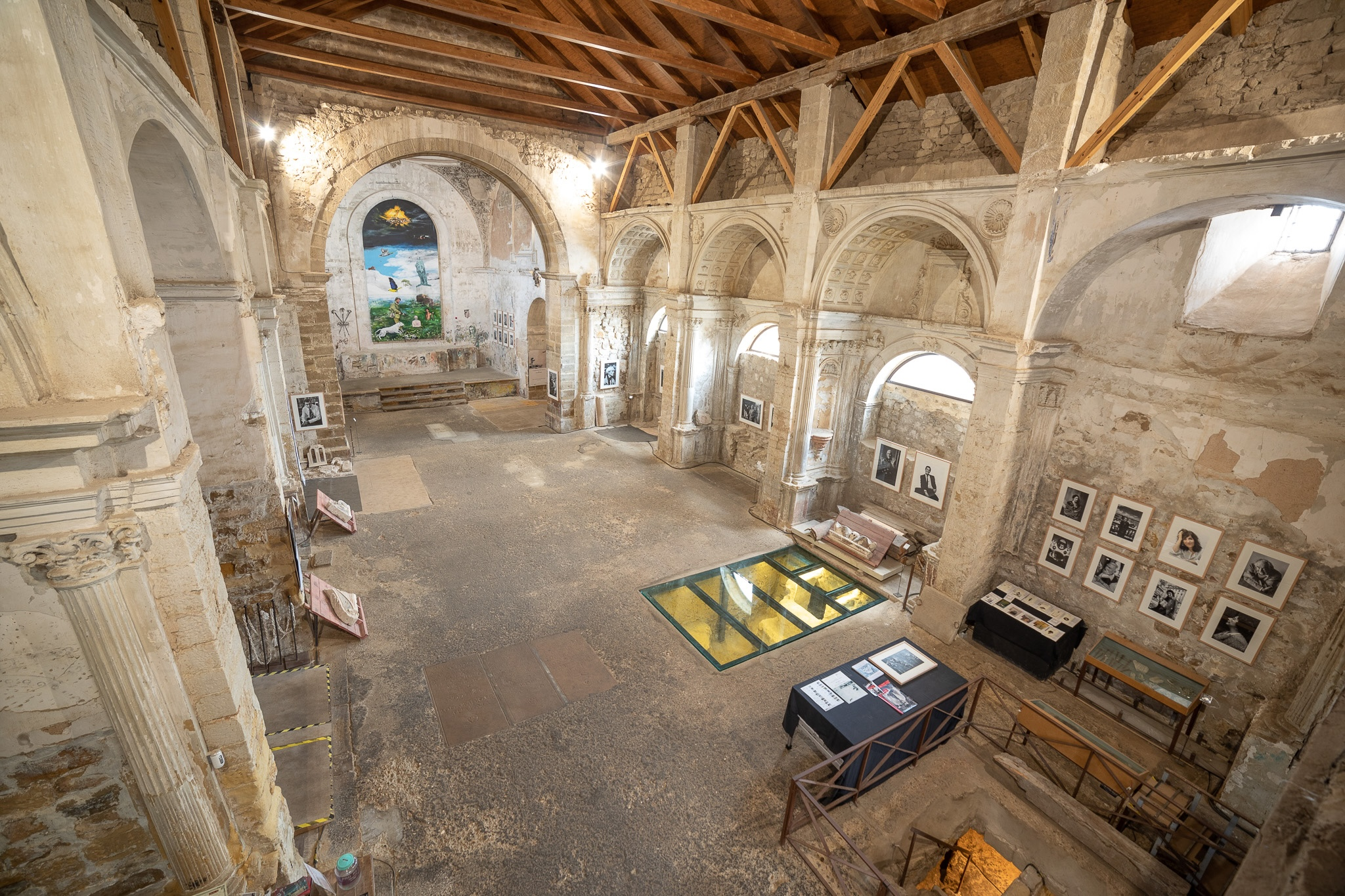
Nave de salón flanqueada por capillas funerarias

Sin embargo, su verdadera época de esplendor tiene lugar en el Renacimiento. Una época que en la ciudad de Úbeda se vive con especial intensidad. Es en este periodo de la historia cuando el templo es sometido a una profunda transformación. No obstante, seguirá siendo objeto de continuas intervenciones, que se realizarán según los cánones artísticos del momento. Así, en el siglo XVIII, el altar mayor se cubre con una gran cúpula barroca. Mientras que la nave central lo hace con una falsa bóveda encamonada, de la que hoy en día queda un mínimo testigo en la zona del coro.

### Época de sombras
El declive de San Lorenzo comienza a principios del siglo XIX. En 1842, la iglesia deja de ser parroquia, y pasa a depender de la basílica de Santa María de los Reales Alcázares, el principal templo de la ciudad. Se ve sometida, entonces, a un lento y continuo desahucio que termina con el cierre definitivo de sus puertas a principios del siglo XX, tras los destrozos sufridos en la Guerra Civil. Desde este momento, la iglesia permanecerá cerrada al culto. 

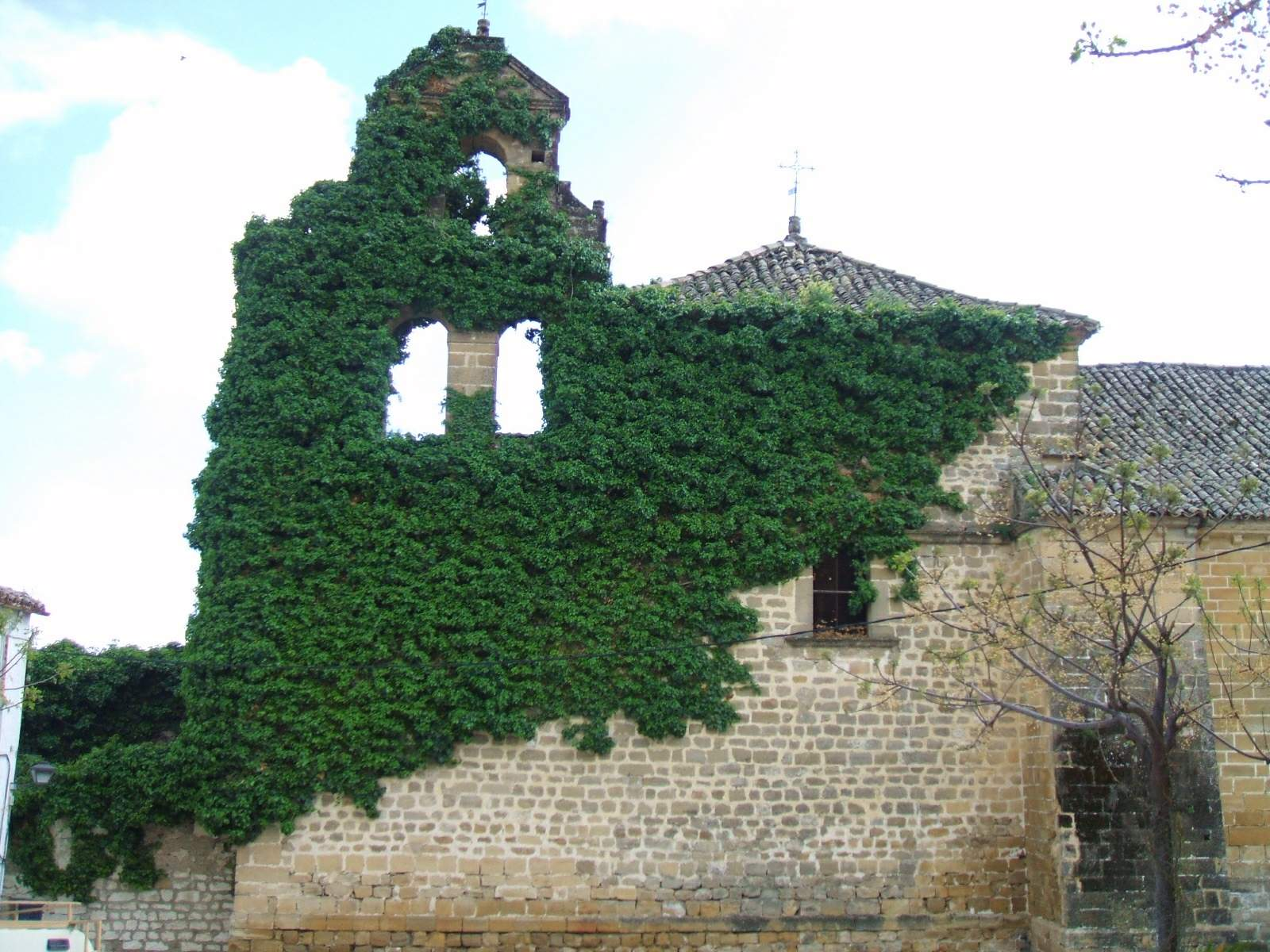
San Lorenzo cubierta de hiedra

En años posteriores será utilizada como silo para guardar trigo, como refugio de indigentes y desplazados de la contienda civil, como almacén de tronos de Semana Santa y como estudio de artistas locales. La iglesia de San Lorenzo fue estudio del pintor Marcelo Góngora y del escultor Ramón Cuadra, discípulos de Francisco Palma Burgos.  La última de sus habitantes fue la guardesa Francisca Fernández Leiva, Paca la Campanera, quien estuvo vinculada a la iglesia de San Lorenzo desde su niñez y quien la cuidó hasta sus últimos días. En este tiempo, el campanario estaba cubierto por una gran hiedra, que fue su seña de identidad durante mucho tiempo, convirtiéndose en una de las estampas más nostálgicas de la ciudad.

«San Lorenzo, con su vetusta y airosa espadaña asfixiada por la yedra salvaje, sus muros azotados por todos los vientos y su total abandono, es como un gigante agonizante: sólo la sacristana Dª Francisca Fernández Leiva, “La Campanera”, se resiste a abandonar sus piedras maltrechas y su soledad, viviendo sola en este templo desde 1970, en que enviudó. Ella será a buen seguro la última guardiana de sus silencios, de sus soledades y sus desventuras».
Ginés de la Jara Torres Navarrete

A principios del siglo XX, sin embargo, su estado de conservación es deplorable, entrando a formar parte de la Lista Roja del Patrimonio de Hispania Nostra, hasta el año 2013 en el que se inicia su rehabilitación como Centro Cultural.

## Arquitectura
La iglesia de San Lorenzo está ubicada en la zona de protección del «Conjunto histórico» de Úbeda. Y cuenta con la singularidad de estar encabalgada sobre la muralla almohadede la ciudad, a modo de iglesia-fortaleza. El adarve de la muralla, abierto sobre el valle del Guadalquivir, actúa como balcón de la iglesia, donde son visibles los restos de construcciones defensivas.

### Remodelación en elsigloXVI

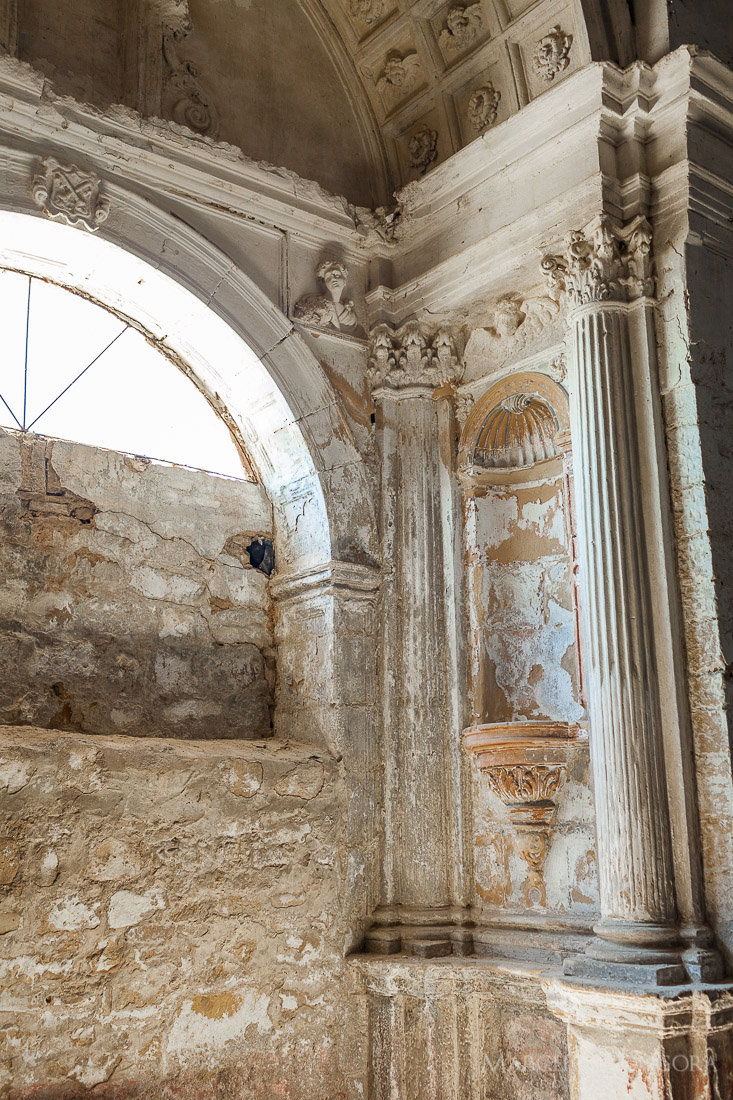
Capilla atribuida a Andrés de Vandelvira

Desde su fundación en el siglo XIII, la iglesia de San Lorenzo ha ido aglutinando en sus muros de piedra elementos de distintas épocas: románico, gótico, renacentista y barroco. En el siglo XVI sufre una importante remodelación, de autor desconocido, aunque visiblemente influenciada por el arquitecto Andrés de Vandelvira. Esta influencia se hace notable en la portada principal, construida en 1586 y atribuida al cantero Francisco de Herrera. Así como en la decoración de las capillas funerarias que flanquean su única nave de salón. Estas capillas presentan una gran uniformidad, debido a que se tomó una de ellas, la capilla del Santo Cristo del Pozo,  como modelo para la realización de las demás.

### Remodelación siglosXVIIyXVIII
Durante los siglos XVII y XVIII la iglesia de San Lorenzo vuelve a sufrir otra importante intervención, en la que se ve afectada la capilla del altar mayor, lugar de enterramiento de la familia Dávalos. El altar se cubre, entonces, con una gran cúpula de media naranja, adornada con yeserías. Otros elementos que se verán afectados son la sacristía y el coro. Ya que, en el siglo XVII se acondicionará un nuevo espacio para la sacristía tras la cabecera del templo, a la vez que se ocultarán los restos de la primitiva fábrica de la iglesia. De esta centuria data también la espadaña, de tres vanos, que se alza en el lado este del edificio.
En lo que respecta al coro, en esta época se le dotará con una sólida estructura de madera en la que destaca su alfarje plano, elaborado con tablillas policromadas de tradición mudéjar. Para su remodelación, fue preciso tapiar una original portada, del siglo XV, situada a los pies de la nave:

«Sorprende el empleo de este tipo de portada para una iglesia, frente al uso más generalizado de portada a modo de arco apuntado; quizás la razón se debe a que quien costea la obra es el noble D. Alvar González de Molina, citado en la Sentencia Arbitraria celebrada en Úbeda en 1446 y quien por aquellos años ostentaba el cargo de mayordomo de la iglesia, permitiéndose la licencia de incorporar un elemento arquitectónico de tradición más civil que propiamente eclesiástica a la fábrica del templo».
José Manuel Almansa, «Lugares míticos de Jaén».

## Restauración
En 2013 se llevó a cabo una restauración de urgencia, tras la firma del convenio de colaboración entre el Obispado de Jaén y la Fundación Huerta de san Antonio, que estuvo encaminada a la consolidación estructural del edificio . Se actuó, sobre todo, en las cubiertas, que fueron sustituidas de forma integral. También los forjados y las piezas deterioradas de los artesonados. De la misma manera, se realizaron labores de saneamiento, recuperación y afianzamiento de los muros.
Tras esta actuación de urgencia, en la iglesia de San Lorenzo se han continuado realizando obras de rehabilitación y restauración. Todas ellas bajo la filosofía «Abierto por obras». Un lema acuñado por la Fundación Catedral Santa Maria de Vitoria con la que colabora la Fundación Huerta de san Antonio desde octubre de 2013. Este lema tiene como objetivo implicar y compartir con la ciudadanía todo el conocimiento generado por el patrimonio histórico y cultural.

### Arqueología

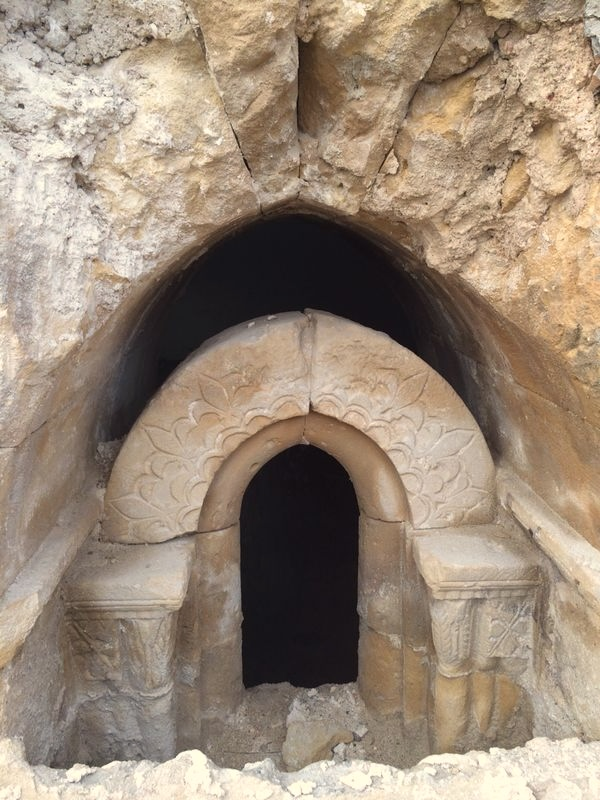
Arco protogótico, descubierto durante las obras de rehabilitación urgente.

Durante los años 2014-2015 se llevaron a cabo diferentes catas arqueológicas en la iglesia de San Lorenzo. Los trabajos arrojaron luz sobre la primitiva factura del templo, descubriéndose interesantes elementos estructurales como el ábside románico del altar mayor, de arquitectura tardorrománica o alfonsí, y el arco gótico-mudéjar de la antesacristía, que habían permanecido ocultos, emparedados tras los muros de piedra.
Otro aspecto interesante que han desvelado los trabajos arqueológicos es la existencia de una amplia tipología de enterramientos en la iglesia. Desde tumbas antropomorfas, excavadas en la base geológica sobre la que se asienta el templo (aún por estudiar). Hasta panteones privados y criptas colectivas a cargo de cofradías de beneficencia, abarcando una cronología de varias centurias. El estudio antropológico de los restos óseos ha permitido conocer la forma de vida de los habitantes del barrio del San Lorenzo en el medievo. Saber cuáles eran sus ocupaciones, cómo era su alimentación, sus hábitos de higiene, las enfermedades más habituales que sufrían o cuál era su esperanza de vida.

### Alfarje policromado

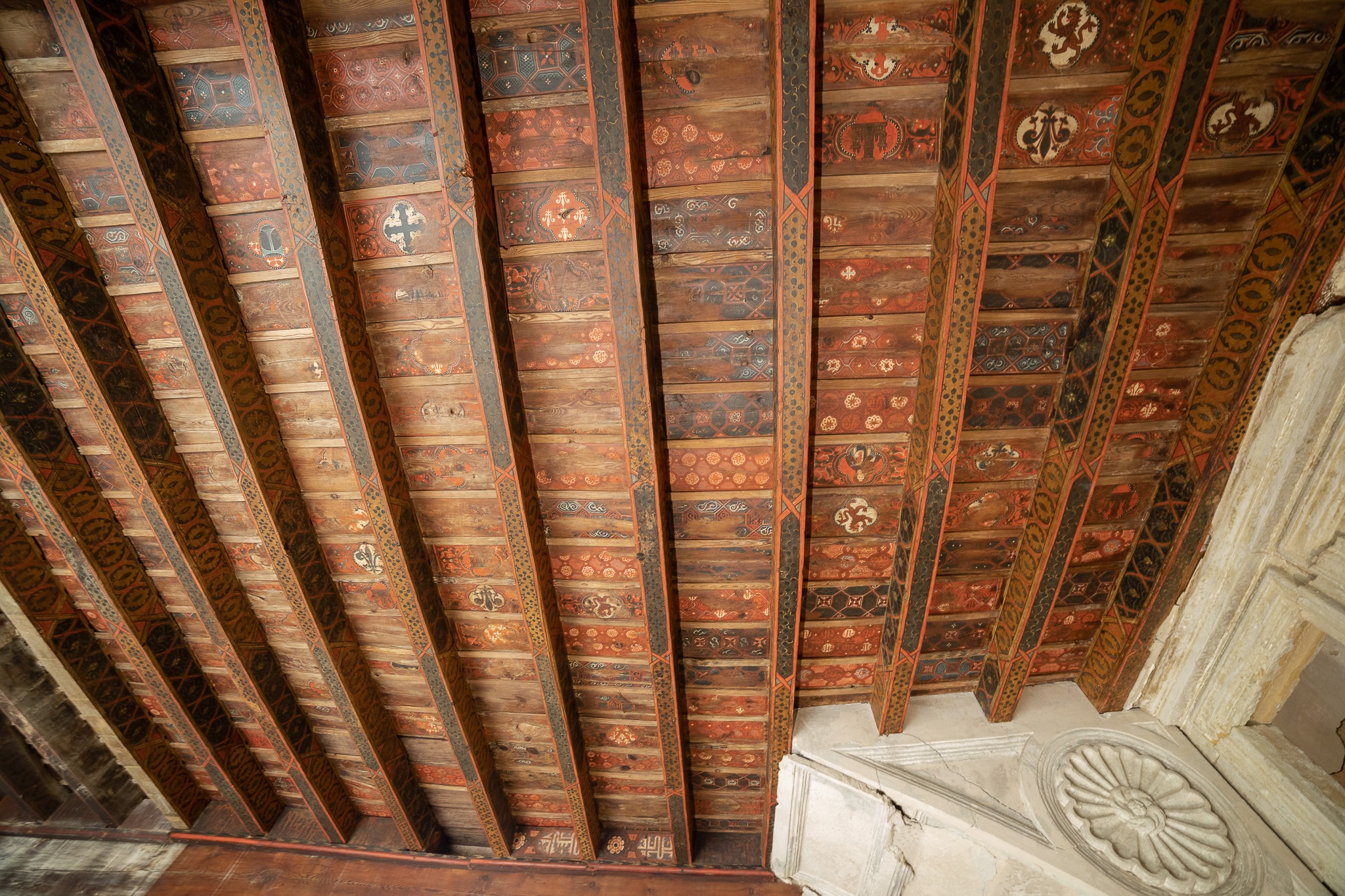
Alfarje del sotocoro, con pinturas mudéjares.

En 2018 se acometió la restauración del alfarje del coro de San Lorenzo en tres fases, una estructura formada por tablas de madera policromadas de estilo mudéjar, dispuestas con gran libertad. En ellas se muestran motivos figurativos y heráldicos singulares, como leones rampantes, diversas cruces, como la Tau, y flores de Lis, castillos con torres almenadas, ángeles que portan diversos atributos, o anagramas que incorporan la letra M en alusión a la Virgen María. Un repertorio iconográfico que se completa con motivos geométricos y florales, así como con trazos de epigrafía árabe.

## El barrio de San Lorenzo
La iglesia de San Lorenzo se erige, desde el siglo XIII, como parroquia del barrio del mismo nombre. Este distrito aún conserva el entramado medieval de sus calles, salpicadas por notables edificios como la Casa de las Torres y el palacio de los Medinillas. Junto a un gran número de casonas que ostentan escudos y blasones en sus dinteles de piedra, indicando la condición de cristiano viejo o de converso de sus antiguos moradores.

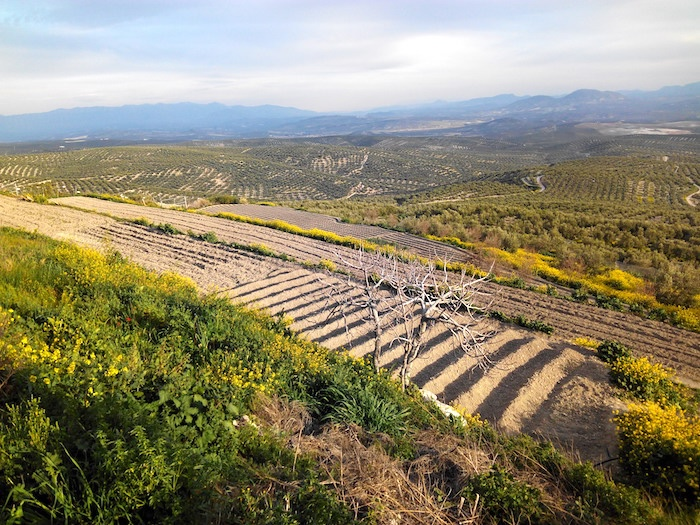
Huertas tradicionales en la cornisa sur de Úbeda

Pero, los habitantes que más identidad aportaron al barrio de San Lorenzo, hasta mediados el siglo XX, fueron los hortelanos. Debido a la proximidad del vecindario a las huertas tradicionales que circunvalan la ciudad de Úbeda por su vertiente sur. La historia oral de estas antiguas huertas, así como la del barrio de San Lorenzo, está plasmada con detalle en la narrativa de Antonio Muñoz Molina. Ya que el escritor, nacido en Úbeda, vivió en el seno de una familia de hortelanos, y pasó sus años de infancia y juventud en el barrio de San Lorenzo.

«Con la ayuda de una navaja mi padre corta en pedazos pequeños una loncha de tocino sobre un gran trozo de pan. Desayuna de pie, ensimismado y tranquilo examinando con deleite de propietario la parte de huerta familiar que la rodea, las huertas de los vecinos, el ancho camino de tierra que sube hacia la ciudad, la casilla blanca y los cobertizos, las terrazas llanas, cruzadas por canteros rectos y acequias, donde verdean las hojas de las hortalizas, las líneas de higueras, granados y frutales, que dan sombra a las veredas y que separan entre sí las zonas de cultivo. Esta es su isla del tesoro y su isla misteriosa, y en ella se siente Robinson Crusoe cuando ya había colonizado la suya, y si tuviera que abandonarla se pasaría el resto de la vida añorándola.»
Antonio Muñoz Molina, «Volver a dónde»